# PSafe
PSafe es una compañía de desarrollo de aplicaciones para Android con sede en Brasil que ofrece protección y optimización gratuita para dispositivos Android en Latinoamérica y Estados Unidos. Las soluciones digitales de PSafe ofrecen seguridad digital, protección a la privacidad y mejora en el performance de los dispositivos a través de sus aplicaciones para Android Power Pro y DFNDR.
La compañía es pionera en la rama de seguridad digital en Brasil y Latinoamérica. Al día de hoy, PSafe cuenta con más de 30 millones de descargas en Brasil, 8 millones de descargas en México y más de 20 millones de usuarios activos mensuales.
Hoy en día, según Techcrunch, PSafe tiene un valor de R$1B (aproximadamente $320 millones de dólares), tras recibir $30 millones de dólares durante la serie D de financiamiento, por parte de Qihoo 360, Pinnacle y Redpoint eVentures Brasil.

## Historia corporativa

### 2010
PSafe inicia operaciones en noviembre de 2010 como parte del esfuerzo de Grupo Xango, inversora de Río de Janeiro que desarrolla startups en Brasil, con quien lograron levantar financiamiento por $15 millones de dólares con los inversores Redpoint Ventures, Index Ventures, y BV Capital. En unas cuantas semanas PSafe inaugura oficina en Río de Janeiro, con 30 empleados y desarrolla su primer producto: un antivirus gratuito.

### 2011
Durante los primeros meses de operación, la compañía logra los primeros 100,000 usuarios y promueve sus primeras alianzas con otras instituciones como Peixe Urbano, Mentez y Vostu.

### 2012
La compañía expande sus operaciones y se divide en cuatro áreas: antivirus, almacenamiento en la nube, antiphishing e Internet booster.

### 2013
En agosto de 2013 PSafe hizo alianza con Bitdefender, una empresa de seguridad informática que incluirá su software dentro de los productos de PSafe. La alianza fue ideada para ofrecer el mejor antivirus a cualquier usuario brasileño.

### 2014
PSafe logra la Serie B de financiamiento donde se valoró a la empresa en $130 millones de dólares.

### 2015
En 2015, PSafe anunció un producto nuevo, SafeWifi, y confirmó su expansión tras levantar $30 millones de dólares en la serie C de financiamiento. Qihoo 360 dirigió la ronda con $25 millones de dólares; el resto provino de Redpoint Ventures y Pinnacle Ventures.
PSafe Total para Android se libera oficialmente para los mercados mexicano, argentino, chileno, y otros latinoamericanos, así como para los mercados portugués y español.
La compañía es valuada en R$1B (aproximadamente $320 millones de dólares), la primera compañía latinoamericana con este valor.

### 2016
El 21 de diciembre de 2016, PSafe renovó su aplicación para Android PSafe Total, cambiando el logo y el nombre a DFNDR.